# Бродница (гмина)
Бродница (пол. Brodnica) — сельская гмина (волость) в Польше, входит как административная единица в Бродницкий повет, Куявско-Поморское воеводство. Население — 6311 человек (на 2004 год).

## Сельские округа
1. Целента
2. Дзержно
3. Горченица
4. Горченичка
5. Гортатово
6. Карбово
7. Комины
8. Кози-Руг
9. Крушинки
10. Мочадла
11. Невеж
12. Новы-Двур
13. Опаленица
14. Подгуж
15. Собесежно
16. Шабда
17. Щука
18. Шимково
19. Выбудоване-Михалово

## Соседние гмины
1. Гмина Бартничка
2. Гмина Боброво
3. Бродница
4. Гмина Бжозе
5. Гмина Осек
6. Гмина Сведзебня
7. Гмина Збично